# Лейрия (район)
Лейрия (порт. Leiria) — район (фрегезия) в Португалии, входит в округ Лейрия. Является составной частью муниципалитета Лейрия. По старому административному делению входил в провинцию Бейра-Литорал. Входит в экономико-статистический субрегион Пиньял-Литорал, который входит в Центральный регион. Население составляет 13 947 человек на 2001 год. Занимает площадь 6,85 км².